# Proceroecia vitjazi
Proceroecia vitjazi is een mosselkreeftjessoort uit de familie van de Halocyprididae. De wetenschappelijke naam van de soort is voor het eerst geldig gepubliceerd in 1962 door Rudjakov.